# Zlonín
Obec Zlonín se nachází v okrese Praha-východ, kraj Středočeský. Rozkládá se asi sedmnáct kilometrů severovýchodně od centra Prahy (přibližně 3 km od hranice Prahy) a třináct kilometrů západně od města Brandýs nad Labem-Stará Boleslav. Žije zde přibližně 1 400 obyvatel.

## Historie
První písemná zmínka o obci pochází z roku 1367.

### Územněsprávní začlenění
Dějiny územněsprávního začleňování zahrnují období od roku 1850 do současnosti. V chronologickém přehledu je uvedena územně administrativní příslušnost obce v roce, kdy ke změně došlo:
- 1850 země česká, kraj Praha, politický okres Karlín, soudní okres Brandýs nad Labem[4]
- 1855 země česká, kraj Praha, soudní okres Brandýs nad Labem[4]
- 1868 země česká, politický okres Karlín, soudní okres Brandýs nad Labem[4]
- 1908 země česká, politický i soudní okres Brandýs nad Labem[5]
- 1939 země česká, Oberlandrat Mělník, politický i soudní okres Brandýs nad Labem[6]
- 1942 země česká, Oberlandrat Praha, politický i soudní okres Brandýs nad Labem[7]
- 1945 země česká, správní i soudní okres Brandýs nad Labem[8]
- 1949 Pražský kraj, okres Praha-sever[9]
- 1960 Středočeský kraj, okres Praha-východ[10]

### Rok 1932
Ve vsi Zlonín (369 obyvatel) byly v roce 1932 evidovány tyto živnosti a obchody: hostinec, kolář, kovář, krejčí, 2 obuvníci, pekař, stáčírna lahvového piva, 12 rolníků, 2 řezníci, 2 obchody se smíšeným zbožím, trafika a 3 truhláři.

### Rok 1934
Katastrofální sucho mělo za příčinu uhynutí vysázených lesních kultur na obecních Skalech. Obecní zastupitelstvo jmenovalo pana prezidenta T. G. Masaryka čestným občanem zlonínským. Obec rezervovala 50 tis. Kč na stavbu nové školy v Líbeznicích.

## Doprava
Dopravní síť
- Pozemní komunikace – Do obce vedou silnice III. třídy. Ve vzdálenosti 1 km vede silnice I/9 Zdiby - Mělník - Česká Lípa - Rumburk.

- Železnice – Obec Zlonín leží na železniční trati 070 Praha - Neratovice - Mladá Boleslav - Turnov. Jedná se o jednokolejnou celostátní trať, doprava na ní byla zahájena v úseku Praha - Neratovice roku 1871. Na území obce je železniční zastávka Zlonín.

Veřejná doprava 2011
- Autobusová doprava – Příměstské autobusové linky projíždějící obcí vedly do těchto cílů: Brandýs nad Labem-Stará Boleslav, Líbeznice, Mělník, Neratovice, Praha, Štětí (dopravci ČSAD Střední Čechy, a. s. a Veolia Transport Praha, s. r. o.).

- Železniční doprava – Po trati 070 vede linka S3 (Praha-Vršovice - Mladá Boleslav) v rámci pražského systému Esko. Zastávku Zlonín obsluhuje v pracovní dny 19 párů osobních vlaků, o víkendech 12 osobních vlaků. Rychlíky stanici projíždějí.

Veřejná doprava 2018
- Autobusová doprava - linky 348, 369 jezdí ze zastávky Zlonín, rozc. směrem do zastávky Praha - Ládví s intervalem ve špičce 5 - 10 minut. O víkendech a mimo špičku přibližně 15 - 30 minut.
- Železniční doprava - linka S3 s intervalem 30 minut ve špičce. O víkendech a mimo špičku je interval 1-2 hodiny.

## Osobnosti
- Věra Červinková, rozená Čadilová, účastnice českého protinacistického odboje popravená nacistickým režimem.